# Эллис Питерс
Эдит Мэри Перджтер (англ. Edith Mary Pargeter; 28 сентября 1913 — 14 октября 1995), более известная под псевдонимом Э́ллис Пи́терс (англ. Ellis Peters), — британская писательница и переводчица, автор серии детективных романов про сыщика-любителя монаха Кадфаэля.

## Биография
Эдит Мэри Перджтер является автором различных работ, в том числе в области истории и исторической беллетристики, она также была награждена за серию переводов чешской классики. Наибольшую известность ей принесли детективные и мистические романы на историческую и современную тематику.
Перджтер родилась в деревушке Хорсхэй (англ. Horsehay) в Англии, и имела валлийские корни. Действие многих рассказов и романов Перджтер происходит в Уэльсе или его окрестностях, либо протагонисты её романов имеют валлийское происхождение.
Во время Второй мировой войны Перджтер являлаясь членом Женской вспомогательной службы ВМС Великобритании (англ. Women's Royal Naval Service) и была награждена медалью Британской Империи.
Перджтер публиковалась под различными псевдонимами, в том числе Эллис Питерс, Джон Редферн, Джолион Карр, Питер Бенедикт. Многие произведения Перджтер были экранизированы.

### Как Эдит Перджтер
Трилогия The Heaven Tree
- The Heaven Tree (1960)
- The Green Branch (1962)
- The Scarlet Seed (1963)

The Brothers of Gwynedd Quartet
- Sunrise in the West (1974)
- The Dragon at Noonday (1975)
- The Hounds of Sunset (1976)
- Afterglow and Nightfall (1977)

Трилогия Jim Benison, или World War 2
- The Eighth Champion of Christendom (1945)
- Reluctant Odyssey (1946)
- Warfare Accomplished (1947)

Другие
- Hortensius, Friend of Nero (1936)
- Iron-Bound (1936)
- The City Lies Four-Square (1939)
- Ordinary People (1941) (aka People of My Own)
- She Goes to War (1942)
- The Fair Young Phoenix (1948)
- By Firelight (1948) (US title: By This Strange Fire)
- The Coast of Bohemia (1950) (non-fiction: an account of a journey in Czechoslovakia)
- Lost Children (1951)
- Holiday With Violence (1952)
- Most Loving Mere Folly (1953)
- The Rough Magic (1953)
- The Soldier at the Door (1954)
- A Means of Grace (1956)
- The Assize of the Dying (1958) (short stories)
- A Bloody Field by Shrewsbury (1972) (US title: The Bloody Field)
- The Marriage of Meggotta (1979) (about Margaret de Burgh, daughter of Hubert de Burgh, 2nd earl of Kent, who saved Prince Arthur the first time King John tried to have him killed)

### Как Эллис Питерс
Джордж Филз и семья
- Fallen into the Pit (1951) (originally published under her own name)
- Death and the Joyful Woman (1961) (Edgar Award for Best Novel, 1963)
- Flight of a Witch (1964)
- A Nice Derangement of Epitaphs (1965) (US title: Who Lies Here?)
- The Piper on the Mountain (1966)
- Black is the Colour of my True Love’s Heart (1967)
- The Grass-Widow’s Tale (1968)
- The House of Green Turf (1969)
- Mourning Raga (1969)
- The Knocker on Death’s Door (1970)
- Death to the Landlords! (1972)
- City of Gold and Shadows (1973)
- Rainbow’s End (1978)

Кадфаэль
См. Кадфаэль.
Другие
- Death Mask (1959)
- The Will and the Deed (1960) (US title: Where There’s a Will)
- Funeral of Figaro (1962)
- The Horn of Roland (1974)
- Never Pick Up Hitchhikers! (1976)
- Shropshire (non-fiction, with Roy Morgan) (1992) ISBN 978-0-86299-996-4[1]
- Strongholds and Sanctuaries : The Borderland of England and Wales (non-fiction, with Roy Morgan) (1993) ISBN 978-0747278542
- The Trinity Cat and Other Mysteries (Crippen & Landru, 2006) (short stories

### Как Джон Редферн
- The Victim Needs a Nurse (c.1940)

### Как Джолион Карр
- Murder in the Dispensary (1938)
- Freedom for Two (1939)
- Masters of the Parachute Mail (1940)
- Death Comes by Post (1940)

### Как Питер Бенедикт
- Day Star (1937)